# Austrotaxus
Austrotaxus es un género monotípico de arbusto perteneciente a la familia Taxaceae. Su única especie: Austrotaxus spicata, es originaria de Nueva Caledonia donde se encuentra en la parte central y norte de la isla en los suelos de serpentina a 300-1,350 m de altitud.

## Descripción
Se trata de una conífera arbustiva o pequeño árbol que alcanza un tamaño de 5-20 m (raramente 25 m) de altura con la corteza rojiza. Las hojas son lanceoladas, planas, de 8-12 cm de largo (de hasta 17 cm en las plantas jóvenes) y 4 mm de ancho, de color verde oscuro por el haz, con dos bandas de estomas  de color verde pálido por el envés, además están dispuestas en espiral sobre el tallo. Los conos de semillas son drupas de 20-25 mm de largo, con un carnudo arilo que roedea casi por completo una sola semilla.
Las hojas y las semillas son considerablemente más grandes y fácilmente los distinguen de los tejos en el género Taxus.

## Taxonomía
Austrotaxus spicata fue descrita por R.Br. Compton y publicado en Journal of the Linnean Society, Botany 45: 427, en el año 1922.
Sinonimia
- Podocarpus spicatus R.Br. basónimo[3]